# Santissima Annunziata delle Monache Turchine
Santissima Annunziata delle Monache Turchine är en kyrkobyggnad i Rom, helgad åt Jungfru Maria och särskilt åt Hennes bebådelse. Kyrkan är belägen vid Via Portuense i quartiere Gianicolense och tillhör församlingen San Girolamo a Corviale.
Kyrkan innehas av Den allraheligaste Bebådelsens orden, emellanåt kallad ”Monache Turchine”, efter färgen på deras ordensdräkt. Orden grundades av Maria Vittoria De Fornari Strata (1562–1617; saligförklarad 1828).

## Historia
Ett kloster med kyrka uppfördes år 1939 på denna plats för Den allraheligaste Bebådelsens orden, som hade blivit fördriven från sitt kloster vid Santa Maria Annunziata delle Turchine år 1872. Nunnorna hade från 1872 residerat vid Via della Lungara, från år 1880 vid Via di Sant'Agata dei Goti och från 1905 till 1939 vid Via di Porta Latina. Kyrkans enkla fasad har en majolikarelief, föreställande Bebådelsen. Interiören är likaledes enkel och går i vitt. I absiden hänger ett stort krucifix.